# Церовац Вукманићки
Церовац Вукманићки (до 1991. Церовац Тушиловићки) је насељено мјесто у саставу града Карловца, на Кордуну, у Карловачкој жупанији, Република Хрватска.

## Географија
Церовац Вукманићки се налази око 10 км јужно од Карловца.

## Историја
Церовац Вукманићки се од распада Југославије до августа 1995. године налазио у Републици Српској Крајини.

## Култура
Припада парохији Тушиловић у саставу Архијерејског намјесништва карловачког Епархије Горњокарловачке.

## Становништво
Према попису становништва из 2011. године, насеље Церовац Вукманићки је имало 902 становника.
| Националност       | 1991. | 1981. | 1971. | 1961. |
| Срби               | 408   | 276   |       |       |
| Хрвати             | 247   | 245   |       |       |
| Југословени        | 10    | 128   |       |       |
| остали и непознато | 44    | 2     |       |       |
| Укупно             | 709   | 651   | 617   | 625   |

| Демографија | Демографија | Демографија |
| Година      | Становника  | Становника  |
| ----------- | ----------- | ----------- |
| 1961.       | 625         |             |
| 1971.       | 617         |             |
| 1981.       | 651         |             |
| 1991.       | 709         |             |
| 2001.       | 800         |             |
| 2011.       |             | 902         |

## Попис 1991.
На попису становништва 1991. године, насељено место Церовац Тушиловићки је имало 709 становника, следећег националног састава:
| Попис 1991.‍  | Попис 1991.‍  | Попис 1991.‍ | Попис 1991.‍ | Попис 1991.‍ |
| ------------ | ------------ | ----------- | ----------- | ----------- |
|              |              |             |             |             |
| Срби         | Срби         |             | 408         | 57,54%      |
| Хрвати       | Хрвати       |             | 247         | 34,83%      |
| Југословени  | Југословени  |             | 10          | 1,41%       |
| Муслимани    | Муслимани    |             | 5           | 0,70%       |
| Словенци     | Словенци     |             | 2           | 0,28%       |
| Италијани    | Италијани    |             | 1           | 0,14%       |
| остали       | остали       |             | 5           | 0,70%       |
| неопредељени | неопредељени |             | 26          | 3,66%       |
| непознато    | непознато    |             | 5           | 0,70%       |
| укупно: 709  |              |             |             |             |